# Puntius manipurensis
Puntius manipurensis är en fiskart som beskrevs av Menon, Rema Devi och Viswanath 2000. Puntius manipurensis ingår i släktet Puntius och familjen karpfiskar. IUCN kategoriserar arten globalt som starkt hotad. Inga underarter finns listade i Catalogue of Life.